# 병방로
병방로(Byeongbang-ro)는 인천광역시 계양구 병방동에 있는 인천광역시도로, 총 연장은 478m이다. 도로의 명칭이 유래된 것은 병방초등학교에서 한진아파트까지 연결된 도로구간으로 병방본동마을과 병방동 학마을아파트 중심을 지나는 도로이기 때문이다.

## 역사
- 2009년 10월 9일 : 도로명으로 병방로를 고시

## 주요 경유지
- 계양구
  - 병방동

## 접촉하는 도로
- 직결 : 계양산로
- 교차 : 장제로, 용종로, 서부간선로

## 주요 건물 및 시설
- 인천병방초등학교 (병방로 2/병방동 432-1)
- 학마을서원아파트 상가 (병방로 14/병방동 432-3)
- 제일빌딩 (병방로 17/병방동 136-6)
- 대도빌라 (병방로 19/병방동 136-12)
- 굿데이마트 병방점 (병방로 27/병방동 167-2)
- 학마을한진아파트 상가 (병방로 28/병방동 433-1)
- 우성그린빌 (병방로 37/병방동 164-14)
- 키즈빌어린이집 (병방로 38/병방동 433-1)
- 우정그린빌라 (병방로 39/병방동 164-3)